# Juniper (Film)
Juniper (engl. für „Wacholder“) ist ein satirisches Filmdrama von Matthew J. Saville, das im Oktober 2021 in die neuseeländischen Kinos kam.

## Handlung
Der 17-jährige Sam besucht ein Internat in Neuseeland. Nach dem Tod seiner Mutter will der junge Mann sich am liebsten das Leben nehmen. Als er von seinem Vater Robert abgeholt wird und sie gemeinsam zum Familienlandsitz fahren, macht Sam dort Bekanntschaft mit seiner aus Großbritannien gekommenen Großmutter Ruth. Roberts Mutter ist Alkoholikerin, auf einen Rollstuhl angewiesen und beschäftigt die Krankenschwester Sarah.
Nachdem Sams Vater zurück nach England geflogen ist, entwickelt sich nach einigen Reibereien zwischen Ruth und ihrem Enkelsohn eine besondere Verbindung. Sie erzählt Geschichten aus ihrem Leben, kleidet den jungen Mann neu ein, und der entdeckt das Motorradfahren für sich und freundet sich mit dem Pferd an. Seine Selbstmordgedanken hat Sam aber noch immer nicht verloren. Ruth lernt bei all dem das Leben wieder zu lieben, und er, was es eigentlich bedeutet zu lieben und zu leben.

## Produktion

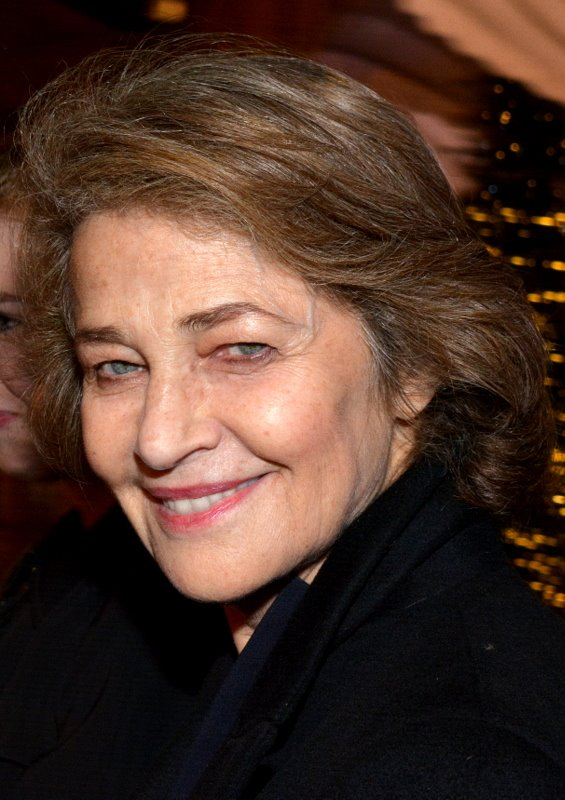
Charlotte Rampling spielt Großmutter Ruth

Juniper ist Matthew J. Savilles Spielfilmdebüt als Regisseur, der auch das Drehbuch schrieb. Der Filmtitel Juniper (engl. für „Wacholder“) bezieht sich auf die Hauptzutat des Gin, den Ruth vornehmlich trinkt. Juniper ist insofern autobiografisch, dass Saville selbst im Alter von 17 Jahren seine Großmutter besser kennenlernte, die bei ihnen einzog, nachdem sie sich ein Bein gebrochen hatte. Auch sie trank dem Regisseur zufolge jeden Tag eine Flasche Gin.
Der neuseeländische Nachwuchsschauspieler George Ferrier spielt den 17-jährigen Sam, Márton Csókás dessen Vater Robert, die Britin Charlotte Rampling Großmutter Ruth und Edith Poor deren Krankenpflegerin Sarah.
Die deutsche Synchronisation entstand nach einem Dialogbuch und der Dialogregie von Ursula von Langen im Auftrag der Münchner Synchron GmbH. Krista Posch leiht in der deutschen Fassung Rampling in der Rolle von Ruth ihre Stimme und Benjamin Weygand	ihrem von Ferrier gespielten Enkel Sam. Matthias Klie spricht Vater Robert, Maresa Sedlmeir die Krankenpflegerin Sara.
Die Dreharbeiten fanden in Coatesville im neuseeländischen Auckland statt und wurden kurz vor Beginn der Coronavirus-Pandemie im Februar 2020 beendet. Als Kameramann fungierte Martyn Williams.
Der Film kam am 26. August 2021 in die neuseeländischen Kinos. Im September 2021 wurde er beim Cinefest Sudbury in Kanada und beim Bari International Film Festival in Italien gezeigt. Ab 23. Oktober 2021 erfolgten Vorstellungen beim Brisbane Film Festival. Anfang März 2022 wurde er beim Santa Barbara International Film Festival vorgestellt. Im April 2022 wurde Juniper beim Florida Film Festival gezeigt, ab Ende Juni 2022 beim Filmfest München, im August 2022 beim Edinburgh International Film Festival und im Oktober 2022 beim Schlingel Film Festival. Im Januar 2023 wurde er beim Palm Springs International Film Festival vorgestellt. Am 24. Februar 2023 kam der Film in ausgewählte US-Kinos.

## Rezeption

### Kritiken
Der Film konnte 93 Prozent der bei Rotten Tomatoes aufgeführten Kritiker überzeugen und erhielt hierbei eine durchschnittliche Bewertung von 7,0 der möglichen 10 Punkte.
Michael Kohl vom Filmdienst erinnern Sam und Ruth an das makabre-suizidale Paar aus Harold und Maude. Bald seien sie „Partner in Crime“, wenn der Enkel nach einem Unfall der Oma Alkohol ins Krankenhaus schmuggelt und sie dann auch von dort „befreit“. 
Momente wie der, als Sam seine Großmutter auf der Party am Lagerfeuer kurzerhand auf seinen Armen trägt, weil die gelähmte Ruth nicht mehr tanzen kann, zeigten, dass Regisseur Matthew J. Saville ein besonderes Gespür für menschliche Zwischentöne habe, ohne kitschig zu sein. Das liege neben den Schauspielern auch an der sehr genauen Charakterisierung der Figuren. Ruth lege bis zum Ende nichts von ihrer schrulligen Art ab, und Sam nichts von seiner melancholischen. Darin liege die Stärke des Films, der dramaturgisch zwar schematisch verfahre, der aber den Figuren ihre Eigenheiten lasse und nicht belehren wolle.

### Auszeichnungen
Bari International Film Festival 2021
- Auszeichnung als Beste Schauspielerin im internationalen Wettbewerb (Thierry Wase-Bailey)[15]